# Трезнурагес
Трезнурагес (итал. Tresnuraghes) — коммуна в Италии, располагается в регионе Сардиния, в провинции Ористано.
Население составляет 1296 человек (2008 г.), плотность населения составляет 41 чел./км². Занимает площадь 32 км². Почтовый индекс — 9079. Телефонный код — 0785.
Покровителем коммуны почитается святой Георгий, празднование 23 апреля.

## Демография
Динамика населения:

## Администрация коммуны
- Официальный сайт: http://www.comune.tresnuraghes.or.it/